# كأس العراق 1990–91
فاز بهذه النسخة من بطولة لكأس العراق نادي الزوراء بعد فوزه في المباراة النهائية على نادي الجيش بركلات الترجيح (4-3) بعد أن انتهى الوقت الأصلي ولإضافي بالتعادل بهدف لكل منهما.